# Höfer
Höfer è una frazione del comune tedesco di Eschede.

## Storia
Il comune di Höfer fu soppresso e aggregato al comune di Eschede il 1º gennaio 2014.